# Маренго (департамент)
Маре́нго (итал. Marengo) — департамент Франции в 1802—1814 годах, с административным центром в Алессандрии.
Департамент, название которого было призвано увековечить память о битве при Маренго, был, вместе с пятью другими (Дора, По, Сезия, Стура и Танаро), образован после ликвидации марионеточной Субальпийской республики и французской аннексии Пьемонта.
Площадь департамента составляла 348 261 га, население — 318 447 человек (1812).
Состоял из трёх округов:
- Округ Алессандрия.
  - Кантоны: Алессандрия (2 кантона), Боско, Валанс, Кассине, Кастеллаццо, Сецце, Фелиццано.
- Округ Асти:
  - Кантоны: Асти, Вилланова, Канелли, Кастельново-д’Асти, Кокконато, Костильоле, Монберчелли, Монтафия, Монтекьяро, Портакомаро, Рокка-д'Араццо, Сан-Дамьяно-д'Асти, Тильоле.
- Округ Казале
  - Кантоны: Вилланова, Габьяно, Казале, Монкальво, Монтеманьо, Монтильо, Понтестура, Розиньяно, Сан-Сальваторе, Тичинето.

Департамент Маренго был включён в 28-ю военную дивизию, 16-ю когорту Почётного легиона, 29-й лесной округ, диоцез Казале, Туринское сенаторство и относился к Генуэзскому апелляционному суду. Этот департамент избирал трёх депутатов в Законодательный корпус.

## Список префектов
- 3 июня — 7 августа 1801 — Франческо Браида
- 7 августа 1801 — 4 мая 1805 — Франсуа Фредерик Кампана
- 4 мая 1805 — 8 февраля 1806 — Люк-Жак-Эдуар Доши
- 7 марта 1806 — 18 марта 1809 — Жак Робер де Конантр
- 13 апреля 1809 — 1 мая 1812 — герцог Тимолеон де Коссе-Бриссак
- 1 мая 1812 — 1 мая 1814 — Жан-Пьер Дюколомбье